# Good Friday
Good Friday – minialbum polskiej wokalistki Izy Lach. Produkcją krążka zajął się raper Snoop Dogg pod pseudonimem „Berhane”, lecz w przeciwieństwie do albumu Off the Wire nie można go na nim usłyszeć. Został wydany z okazji Świąt Bożego Narodzenia i udostępniony w Internecie za pomocą witryny Bandcamp.

## Lista utworów
1. „Will You be Mine for the Holiday” – 3:54
2. „Time of the Year” – 4:09
3. „Jingle Bells ” – 4:04
4. „Day After Xmas” – 5:20